# 秋田桂城短期大学
秋田桂城短期大学（日语：／ Akita Keijō Tanki Daigaku *），简称桂城短大，是过去一所位于日本秋田县大馆市的私立短期大学。

## 概要

### 简介
- 短期大学为于1996年开办[1]、由学校法人北亚细亚大学经营。为男女同校。

### 历史
- 1996年 秋田桂城短期大学成立并同时设置一个学科即三个学科、以下列举[1]。
  - 地区社会学科[注 2]
  - 护理学科
  - 护理福利学科[注 2]
- 2004年 招生最后、次年停止招生（正式停办于2007年11月2日[2]）。

## 学校环境
- 校区：在了秋田县大馆市[注 1]

## 历任校长
- 宫城一男：第一代短期大学校长[3]。

## 组织

### 学科
- 地区社会学科[注 2]
- 护理学科
- 护理福利学科[注 2]

### 专科
| - 没有 |

### 业余课程
| - 没有 |

## 相关链接
- 日本短期大学列表
- 秋田营养短期大学